# Cheiracanthium occidentale
Cheiracanthium occidentale är en spindelart som beskrevs av Ludwig Carl Christian Koch 1882. Cheiracanthium occidentale ingår i släktet Cheiracanthium och familjen sporrspindlar. Inga underarter finns listade i Catalogue of Life.